# Chris Watson
John Christian Watson (nacido como John Christian Tanck; Valparaíso, Chile, 9 de abril de 1867-Sídney, Australia, 18 de noviembre de 1941), conocido comúnmente como Chris Watson, fue un político australiano, miembro del Partido Laborista, tercer primer ministro de Australia entre el 27 de abril y el 18 de agosto de 1904. Fue el primer laborista en acceder al cargo de primer ministro, no solo en Australia, sino en todo el mundo. Fue elegido para el Parlamento Australiano en la primera elección federal en marzo de 1901. La asamblea del partido lo eligió como el líder parlamentario del Partido el 8 de mayo de 1901, justo a tiempo para la primera reunión del parlamento. Su período como primer ministro fue breve - solo cuatro meses, entre abril y agosto de 1904. Se retiró del parlamento en 1907.

## Primeros años
Watson sostuvo que su padre era un marino británico llamado George Watson. Sin embargo, existen registros que indican que el padre biológico de Watson era un ciudadano chileno de origen alemán, Johan Cristian Tanck, y que Watson nació en Valparaíso, Chile (o posiblemente en un buque en el puerto). La razón de ocultar su lugar de nacimiento era el hecho de que en aquella época en Australia, solo se recibían inmigrantes de origen europeo. Los registros también muestran que su madre fue una ciudadana de Nueva Zelanda llamada Martha Minchin, que se había casado con Tanck en su país de origen. En 1868 sus padres se separan, y en 1869 su madre se casó con George Watson, cuyo nombre tomó entonces el joven Chris. Ninguno de estos hechos fue reconocido hasta después de la muerte de Watson, siendo Watson el único primer ministro de Australia que no nació en algún territorio perteneciente a la Commonwealth.
Watson fue a la escuela en Oamaru, Nueva Zelanda, y a los 13 años entró como aprendiz en una imprenta. En 1886 se mudó a Sídney buscando mejores perspectivas de vida. Encontró trabajo como editor para varios periódicos y fue a través de esta cercanía a los periódicos, libros y escritores que conoció en esa época que desarrolló su interés por la política.

## Actividades de la Unión y la política del estado

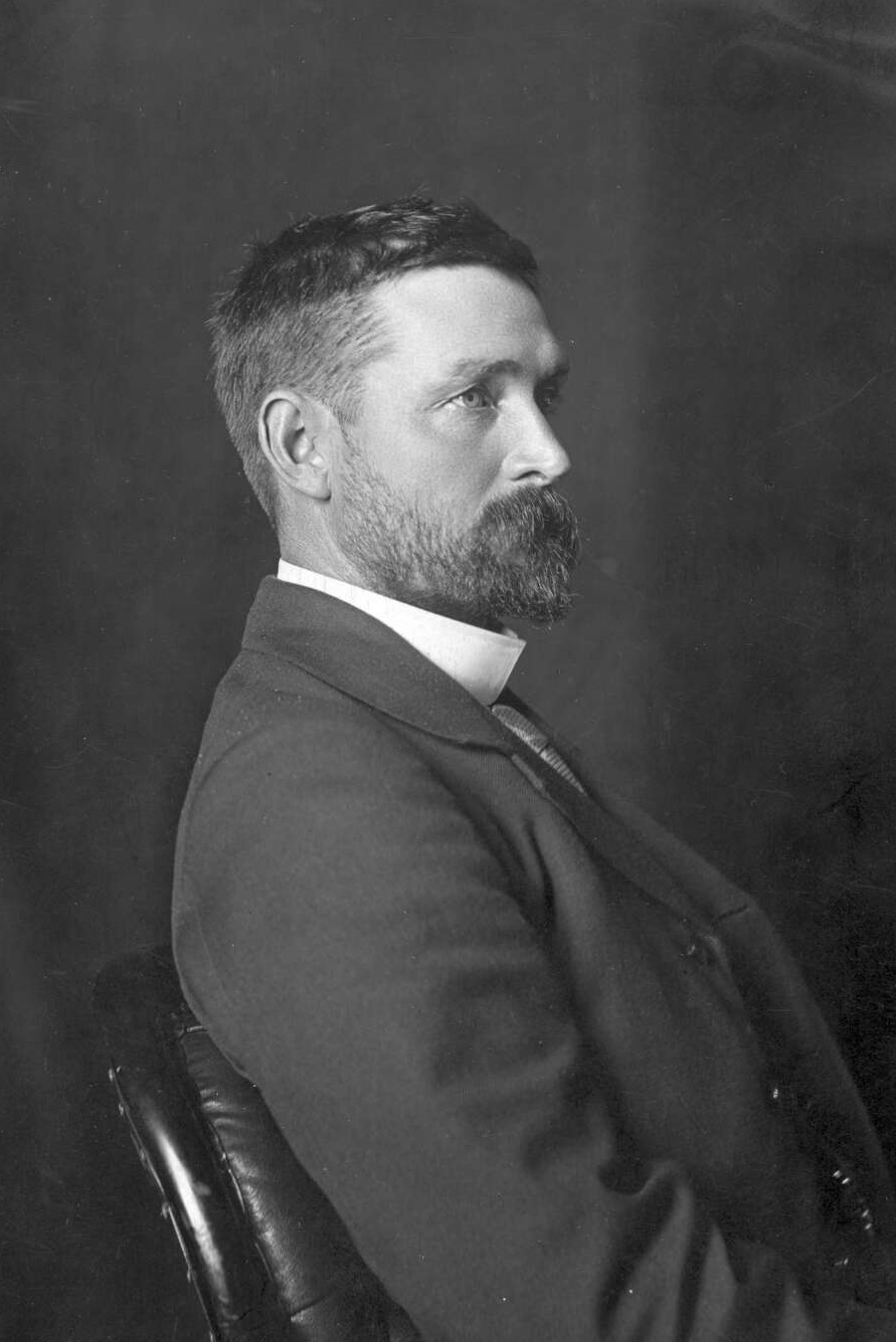
Retrato de John Christian Watson.

Watson fue uno de los fundadores del Partido Laborista de Nueva Gales del Sur en 1891. Él era un sindicalista activo, y fue nombrado vicepresidente de las Operaciones de Sídney y del Consejo de Trabajo en enero de 1892. En junio de 1892, se estableció una disputa entre el TLC y el Partido Laborista, y como resultado se convirtió en el presidente del consejo y presidente del partido. En 1893 y 1894, trabajó duro para resolver el debate sobre el compromiso de solidaridad y estableció las prácticas básicas del Partido Laborista, incluyendo la soberanía de la conferencia del partido, la camarilla solidaria, el compromiso necesario de los parlamentarios y el poderoso papel del ejecutivo extraparlamentario . En 1894, Watson fue elegido para la Asamblea legislativa de Nueva Gales del Sur para la sede de campo de Young.
Los Laboristas en este momento tenían una política de "apoyo a cambio de concesiones", y Watson votó con sus colegas a mantener al Premier de Libre Comercio, Sir George Reid, en el cargo. Después de la elección de 1898, Watson y el líder laborista James McGowen decidieron mantener el gobierno Reid en el cargo para que pudiera completar el trabajo de establecer la Federación.

## Federación

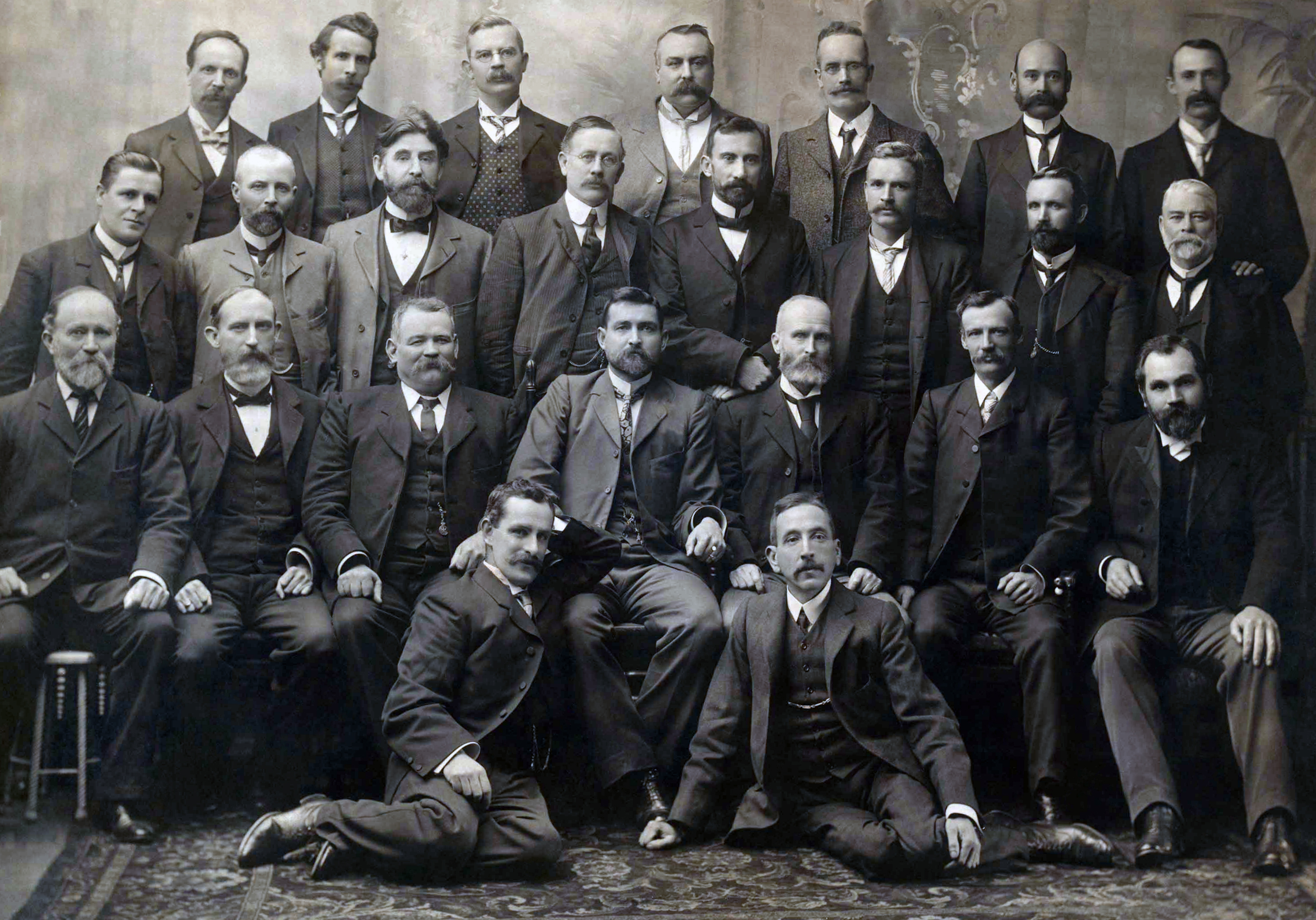
Fotografía de todos los diputados federales del Partido Laborista Australiano elegidos en las elecciones de 1901, incluyendo a Watson, Andrew Fisher, Billy Hughes, y Frank Tudor.

Watson ayudó a dar forma a la política del partido en relación con el movimiento por la federación desde 1895, y fue uno de los diez candidatos laboristas propuestos para la Convención Federal de Australasia el 4 de marzo de 1897, aunque ninguno fue elegido. El partido, por fuerza, respaldó la Federación, sin embargo, tenía una visión del proyecto de Constitución de la Commonwealth como antidemocrático, creyendo que el Senado propuesto era demasiado poderoso, similar a las casas estatales anti-reformistas superiores coloniales, y la Cámara de los Lores británica. Cuando el proyecto fue sometido a referéndum el 3 de junio de 1898, los laboristas se opusieron, con prominencia en la campaña Watson, y se vio rechazado el referéndum.
Watson se dedicó a la idea de un referéndum como una característica ideal de la democracia. Para asegurarse de que Reid podría finalmente hacer que Nueva Gales del Sur se integre a una unión nacional en un proyecto de constitución enmendada, Watson ayudó a negociar un acuerdo, con la participación del partido ejecutivo, que incluyó el nombramiento de cuatro hombres del Partido Laborista ante el Consejo Legislativo.
Durante la conferencia anual del partido celebrada en marzo de 1899, Hughes y Holman trasladaron para tener esas disposiciones anuladas y cambiaron la política del partido en la Federación, frustrando así los planes de Reid. Watson, por una vez, se enojó; él se puso de pie de una manera muy emocionado y con un tono fuerte — sostuvo — que no deben interferir con el referéndum. La moción se perdió. Los cuatro hombres del partido fueron nominados para el Consejo el 4 de abril y el proyecto de ley aprobando el segundo referéndum que se celebraría el 20 de junio, fue aprobado el 20 de abril.
Los laboristas, incluyendo a Watson, se opusieron a los términos finales de la Constitución de la Mancomunidad, no obstante su estado de votación no fue suficiente para evitar que se proceda, y a diferencia de Holman y Hughes, él creyó que se debería presentar a la gente. Sin embargo, con todos menos dos de los parlamentarios laboristas, hizo campaña en contra del voto «Sí» en el referéndum. Cuando se aceptó la Constitución, él acordó en que «el mandato de la mayoría tendrá que ser obedecido». Había hecho una contribución esencial a la decisión democrática.

## Honores
En abril de 2004, el Partido Laborista conmemoró el centenario del Gobierno Watson con una serie de eventos públicos en Canberra y Melbourne, atendidos por el entonces líder del partido Mark Latham y ex Primeros Ministros Gough Whitlam, Bob Hawke y Paul Keating. La hija de Watson, Jacqueline Dunn, de 77 años, fue la invitada de honor en estas funciones. El suburbio de Canberra, Watson y el electorado federal de Watson se nombran después de él. En 1969 fue honrado en un sello postal que lleva su retrato publicado por Australia Post.